# Teffi
Teffi (en russe : Тэ́ффи), née le 26 avril 1872 (8 mai dans le calendrier grégorien) à Saint-Pétersbourg et morte le 6 octobre 1952 dans le 16e arrondissement de Paris, est une écrivain humoriste russe.

## Biographie
Sous le pseudonyme se cachait Nadejda Alexandrovna Lokhvitskaïa (Наде́жда Алекса́ндровна Лoхви́цкая) - après son mariage Nadejda Alexandrovna Boutchinskaïa (Бучи́нская). Elle était l'auteure la plus lue parmi la diaspora russe à Paris, ses articles et livres étaient continuellement discutés par la société des Russes en exil.
« Littéralement tout le monde la lisait et prenait un grand plaisir à ses textes, des employés de poste et des étudiants en pharmacie jusqu'à Nicolas II », écrivait la poétesse Irina Odoevtseva.
La traduction en anglais de ses mémoires d'exil a été rééditée en 2016.
La sœur de Teffi, Mirra Lokhvitskaia (1869-1905) était également une poétesse russe notable, son frère Nikolaï (1867-1933) commanda le Corps expéditionnaire russe en France lors de la Première Guerre mondiale.